# Ilian Stojanov
Ilian Stojanov, bolgarski nogometaš, * 20. januar 1977, Kjustendil.
Za bolgarsko reprezentanco je odigral 40 uradnih tekem.